# Санта-Венерина
Санта-Венерина (итал. Santa Venerina, сиц. Santa Vinirina) — коммуна в Италии, располагается в регионе Сицилия, в провинции Катания.
Население составляет 8178 человек (2008 г.), плотность населения составляет 438 чел./км². Занимает площадь 18 км². Почтовый индекс — 95010. Телефонный код — 095.
Покровительницей коммуны почитается  святая Венера, празднование в ближайшее воскресение после 26 июля.

## Демография
Динамика населения:

## Администрация коммуны
- Официальный сайт: https://web.archive.org/web/20100412153307/http://www.comune.santavenerina.ct-egov.it/